# Евенкски автономен окръг
Евенкският автономен окръг (или Евенкия) е бивш субект на Руската федерация.
Площ – 767,6 хил. км2. Население – 18 100 жители (2001). Намира се в Източен Сибир. Административен център на окръга е град Тура. Като самостоятелна административно-териториална единица окръгът е създаден на 10 декември 1930 г.
Съгласно резултатите от референдума, проведен на 17 април 2005 г., на 1 януари 2007 г. Евенкски и Таймирски автономен окръг се присъединяват към Красноярски край със статут на райони.

## Символи
Знамето на Евенкския автономен окръг се състои от 3 хоризонтални ивици: горна – със светлосин, средна – с бял и долна – със син цвят. Цветовете символизират полярните ден и нощ. В центъра на бялата ивица е разположено стилизирано изображение на слънцето – евенкски кумалан.

## История
Евенкия е обитавана още от древността (2 век пр.н.е.) Открити са поселения на хора от неолита в района на река Долна Тунгуска (Нижняя Тунгуска). В началото на 12 век започва разселението на тунгусите в Източен Сибир – от бреговете на Тихия океан до река Об.
Евенките са най-многочислената езикова група от северните народи на територията на Русия – около 26 000 души. По някои данни такъв е броят и на живеещите в Монголия и Манджурия евенки. Наименованието евенки почти е изместило в съвременния език другото название на този народ – тунгуси.
Мнозина от историците, изучавали живота на евенките, смята за тяхна прародина Задбайкалието и Приамурието. Смята се, че разселването им по Сибир се дължи на натиска, оказан им от войнствените степни племена през 10 век.
За първи път евенките са описани като народност под името тунгуси в документи от периода 1581 – 1583 г. През 1723 г. експедиция начело с Месершмит за първи път изучава фолклора и бита на евенките по поречието на река Лена и района на езерото Байкал.
През първата половина на 19 век е създаден административен окръг на евенките – Нижнетунгуски административен окръг. По онова време населението е приобщено към православието. Построени са множество църкви. През 1882 г. влиза в сила устав за управление на населението в Сибир. През втората половина на 19 век започва усвояването и добив на природни богатства в района (графит, злато, въглища).
През ноември 1917 г. се установява съветска власт. В периода до 1941 г. новата власт създава множество училища, болници и търговски бази. Създаден е нов административен окръг – Евенкски национален окръг (10 декември 1930 г.) с център град Тура. Същата година се създава и евенкската писменост.
В периода след Втората световна война до 1990 г. напълно се изкоренява неграмотността, повишава се нивото на здравеопазването, изграждат се заводи, летища, училища и детски градини. През 1992 г. Евенкски национален окръг е преименуван на Евенкски автономен окръг, в състава на Красноярски край, като същевременно става самостоятелен юридически субект в състава на Руската федерация. На 15 декември 1993 г. е учреден законодателният орган на окръга – Законодателното събрание на Евенкски автономен окръг. През декември 1996 г. са проведени първите демократични избори за губернатор.

## Райони
- Байкитски район
- Илимпийски район
- Тунгуско-Чунски район